# Salmechakala (Taldhun)
Salmechakala (Taldhun) (nep. साल्मेचाकल) – gaun wikas samiti w środkowej części Nepalu w strefie Bagmati w dystrykcie Kavrepalanchok. Według nepalskiego spisu powszechnego z 2001 roku liczył on 285 gospodarstw domowych i 1710 mieszkańców (819 kobiet i 891 mężczyzn).